# Pistolet Bergmann-Bayard
Bergmann-Bayard – niemiecki pistolet samopowtarzalny produkowany na licencji w Belgii.

## Historia
W latach 90. XIX wieku pracujący w zakładach Theodora Bergmanna Louis Schmeisser skonstruował kilka wzorów pistoletów samopowtarzalnych. Do produkcji seryjnej skierowano dwa oznaczona jako No 3 i No 5, jednak żaden z nich nie odniósł sukcesu rynkowego.
W 1901 roku rozpoczęto produkcję nowego pistoletu oznaczonego początkowo jako No 6, później jako Mars. Strzelał on nowym opracowanym w zakładach Bergmanna nabojem 9 x 23 mm (powstał on przez przeszyjkowanie naboju 7,65 × 25 mm Borchardt). Podobnie jak w przypadku wcześniej produkowanych w zakładach Bergmanna pistoletów konstruktorem nowej broni był Schmeisser.
W 1905 roku pistolet Bergmann Mars został przyjęty do uzbrojenia armii hiszpańskiej. Okazało się jednak że niewielka firma Bergmanna nie jest w stanie wykonać zamówionych przez Hiszpanów pistoletów na czas. Początkowo Bergmann próbował zlecić produkcję podzespołów innym firmom, pozostawiając końcowy montaż we własnej fabryce, ale wkrótce naraził się poddostawcom publiczną krytyką jakości dostarczanych przez nich podzespołów.
Następnie Bergmann próbował nawiązać współpracę z firmą Schilling of Shul, ale wkrótce po podpisaniu kontraktu została ona wykupiona przez Heinrick Krieghoffa który przerwał współpracę. Ostatecznie licencyjną produkcję pistoletu Mars rozpoczęła belgijska firma Pieper-Bayard która dokończyła realizację kontraktu hiszpańskiego.
Po dostarczeniu pistoletów zamówionych przez Hiszpanów, pistolet Mars został zmodyfikowany. Nowa wersja otrzymała oznaczenie Model 1908. W dwa lata później powstała kolejna wersja Model 1910. Została ona zamówiona przez Duńskie Siły Zbrojne, które używały jej jako m/1910.
Następnym nabywcą pistoletów Bergmann-Bayard była armia grecka, która zamówiła te pistolety w 1913 roku. Kontrakt grecki nie został całkowicie zrealizowany ponieważ w 1914 roku Belgia została zajęta przez Armię Cesarstwa Niemieckiego. Pod okupacją niemiecką produkcji pistoletu Bergmann-Bayard nie kontynuowano, a po zakończeniu I wojny światowej nie zdecydowano się na jej wznowienie.
W latach 1922–1935 produkcję pistoletu Bergmann-Bayard prowadzono w Danii.

## Opis
Bergmann-Bayard był bronią samopowtarzalną. Zasada działania oparta na krótkim odrzucie lufy. Zamek ryglowany przez przekoszenie w dół. Mechanizm uderzeniowy kurkowy, bez samonapinania.
Bergmann- Bayard zasilany był z wymiennego magazynka pudełkowego o pojemności 6 naboi (w mniejszej ilości produkowano magazynki 10-nabojowe). Magazynek znajdował się przed spustem.
Lufa gwintowana, posiadała sześć bruzd lewoskrętnych.
Przyrządy celownicze mechaniczne stałe (muszka i celownik szczerbinkowy).